# Praxidike (vệ tinh)
Praxidike (/prækˈsɪdɪkiː/; tiếng Hy Lạp: Πραξιδίκη), còn được biết đến là Jupiter XXVII, là một vệ tinh tự nhiên dị hình chuyển động nghịch hành của Sao Mộc. Nó được khám phá ra bởi một đội các nhà thiên văn học đến từ Đại học Hawaii dẫn đầu bởi Scott S. Sheppard vào năm 2000, và được đặt ký hiệu tạm thời là S/2000 J 7.
Tháng 8 năm 2003 nó được đặt tên theo Praxidike, nữ thần trừng phạt trong thần thoại Hy Lạp.

## Quỹ đạo

Praxidike được tàu vũ trụ WISE quan sát vào năm 2010

Praxidike quay quanh Sao Mộc với một khoảng cách trung bình là 20.824.000 km trong 609,25 ngày, ở một độ nghiêng quỹ đạo là 144° so với mặt phẳng hoàng đạo (143° so với xích đạo Sao Mộc) với một độ lệch tâm là 0,1840.
Praxidike thuộc về nhóm Ananke, một nhóm các vệ tinh được các nhà khoa học tin là những mảnh vỡ còn sót lại của một vụ va chạm của một tiểu hành tinh nhật tâm bị bắt giữ. Với đường kính ước lượng là 7 km, Praxidike là thanh viên lớn thứ hai của nhóm sau bản thân Ananke (suất phản chiếu giả định là 0,04).

## Đặc điểm
Vệ tinh cho thấy là có màu xám (chỉ mục màu B-V=0,77, R-V= 0,34), giống một tiểu hành tinh kiểu C.